# Utilität (Diagnostik)
Bei der Utilität handelt es sich um die Nützlichkeit eines diagnostischen Instruments. Sie gilt als eins der Nebengütekriterien von psychodiagnostischen Verfahren. 
Ein Test ist dann nützlich, wenn für das von ihm gemessene Merkmal praktische Relevanz besteht und die auf seiner Grundlage getroffenen Entscheidungen oder Maßnahmen mehr Nutzen als Schaden bewirken. Utilität wird manchmal auch als externe Validität (der Messung für die Entscheidung) bezeichnet.
Um die Utilität eines Verfahrens zu bewerten, muss die Frage beantwortet werden, ob das jeweilige Verfahren nützlich oder tauglich für die Beantwortung einer speziellen Fragestellung ist.
In der Eignungsdiagnostik kann die Utilität dadurch bewertet werden, dass möglichst viele geeignete Personen ausgewählt und möglichst viele ungeeignete Personen nicht ausgewählt werden. So spielen bei der Einschätzung der Utilität vier Faktoren eine besondere Rolle: Validität, Grundquote, Selektionsrate und die Kosten einer Fehlentscheidung.